# MTSM (моторний торпедний катер)
MTSM моторний торпедний катер (італ. Motoscafo da Turismo Silurante Modificato) — серія малих моторних торпедних човнів створених італійськими ВМС під час Другої світової війни. Судно було покращеною версією свого попередника моторного торпедного човна MTS. Покращення полягали у більш мореплавному корпусі з підсиленим кілем та гострішим форштевнем. MTSM були спроектовані таким чином, щоб більші катери могли буксирувати їх у потрібну зону. Опинившись там, MTSM міг виходити в атаку. Човен могли перевозити по сущі у причепах.

## Перші розробки
Перші розробки італійських моторних торпедних катерів, модель MTS, припадають на грудень 1939. Командування італійських ВМС потребувало малий, швидкий двомісний моторний торпедний човен на базі MTM. За допомогою швидкості, мореплавності та відстані моторні човни могли атакувати кораблі на якірних стоянках. MTS були озброєні двома 450 мм торпедами.
Влітку 1940 верф Баглієтто спустили на воду перші чотири прототипи,  MTS 1, MTS 2, MTS 3 та MTS 4. Моторні човни були протестовані у невдалій атаці на військово-морські сили Греції у Порто Едда, Албанія, 5 квітня 1941. Після цього стало зрозуміло, що MTS підходять під критерії, але через малий дерев'яний корпус він був не дуже мореплавний. Вимога про покращення і збільшення човна, призвела до появи MTSM.

## Технічні характеристики та розгортання
Водотоннажність човна становила 3 тонни. Довжина MTSM становила 8,4 м, ширина  2,2 м, а осадка 0,6 м. Вони мали два підвісних мотори потужністю 95 к.с. Alfa Romeo AR 6c і допомагали досягти швидкості 34 вузли при повному навантаженні Човни мали радіо обладнання. Кожний MTSM був озброєний 450 мм торпедним апаратом, за рубкою по міделю, і двома 50 кг глибинними бомбами. Човен вийшов на перші випробування восени 1941, і перевершив очікування з точки зору швидкості, маневреності та стійкості. На верфі Баглієтто було випущено більше 100 одиниць у період з 1941 по 1943.

## Історія використання

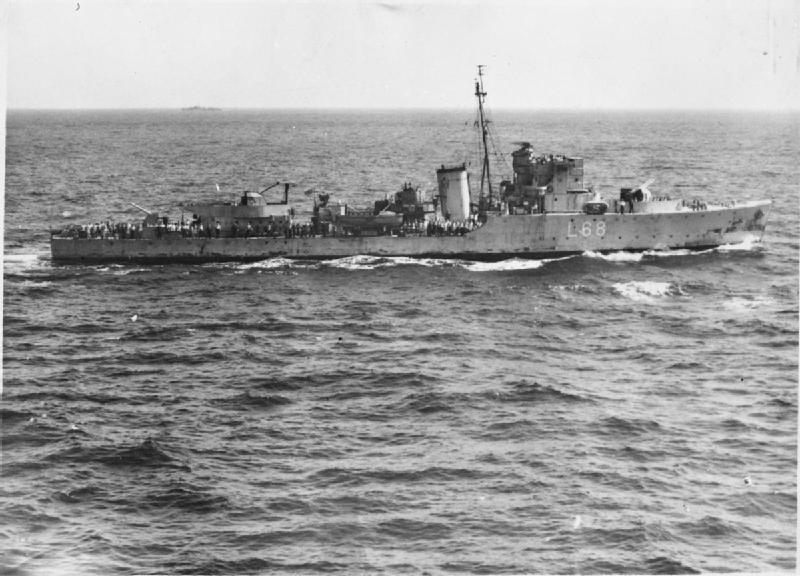
HMS Eridge

Основним театром військових дій для катерів MTSM стали лінії поставки союзників між Ель-Аламейном та Александрією. Ці човни входили до складу підрозділу Decima MAS, моторизована колонна "Giobbe", яка перевозила човни уздовж узбережжя на причепах. Вдень човни майже не мали успіху через перевагу Союзників у повітрі, але вночі MTSM мали змогу атакувати британські есмінці. 29 серпня 1942, коли флотилія есмінців обстрілювала позиції нацистів під Ель-Даба, Єгипет, MTSM-228, з командою з суб-лейтенанта Пієтро Кармінатті та матроса Чезаре Сані торпедували та зупинили HMS Eridge. Пошкоджений есмінець відбуксирував до Александрії HMS Aldenham, де його визнали таким, що не підлягає ремонту і до кінця війни використовували у якості бази. Eridge було списано в 1946. MTSM-228, який вистрелив єдиною торпедою з відстані у 150 метрів, було атаковано британським літаком і екіпаж покинув човен. Наступного ранку мале судно все ще дрейфувало в морі і італійці зробили спробу відбуксирувати його до берега, але німецький пікірувальник Штука помилково атакував човен і знищив його.
За запитом Німеччини, інша моторизована колона,  "Moccagatta", була переведена до Криму для підтримки операції Барбаросса у період з травня 1942 по березень 1943. Підрозділ складався з п'яти MTM та п'яти MTSM. Італійці повідомляли, що вночі 6 червня 1942 торпедували і пошкодили 4000 тонний радянський транспорт катером MTSM, який пізніше потопив німецький літак. 6 липня невелике судно з 13 радянськими військовослужбовцями було захоплено іншим катером MTSM поряд з Форосом.
Човни MTSM широко використовували на середземноморському ТВД до вересня 1943, коли Італія капітулювала. Десять одиниць були залучені до італійських ВМС які воювали на боці Союзників, хоча немає даних скільки одиниць були на озброєнні ВМС італійської соціальної республіки. Більшість подальших операцій відбувалися в Адріатичному морі, інколи зі змішаними італо-німецькими екіпажами.